# John Evered Witt
John Evered Witt, britanski general, * 1897, † 1989.